# Апротинин
Апротини́н (англ. Aprotinin, CAS-код 9087-70-1, брутто-формула C284H432N84O79S7) — лекарственное средство, антиферментный препарат, получаемый из органов крупного рогатого скота (легкие и др.), поливалентный ингибитор протеаз. Торговое наименование — Аптотекс (лат. Aptotex).
Активность апротинина выражают в различных единицах: КИЕ — калликреин инактивирующие единицы; Ph.Eur.U — трипсин инактивирующие единицы Европейской Фармакопеи, 1 Ph.Eur.U соответствует 1800 КИЕ; АТрЕ — антитрипсиновые единицы, 1 АТрЕ соответствует 1,33 КИЕ; ЕД — единицы действия фермента по Государственной Фармакопее СССР.
Разработчиком лекарства апротинин позиционируется как средство для лечения панкреатита и панкреонекроза. Однако, в данное время показания к применению апротинина и его аналогов существенно изменены. Так, он исключен из рекомендаций по лечению острого (и, тем более — хронического) панкреатита как не подтвердивший эффективности по критериям доказательной медицины не только на Западе (США и Европа), но и в России. При этом он разрешен в России для применения в отношении таких показаний, как:
- абстинентный синдром при опийной наркомании;
- лечение опиатного абстинентного синдрома как самостоятельно, так и в составе комплексной терапии;
- болезненная симптоматика, включая «нестерпимые боли», мышечные боли, синусопатии, ознобы, гипертермию, потливость, анорексию, бессонницу, дисфорию, ипохондричность.

## Фармакологическое действие
Поливалентный ингибитор протеаз, оказывает антипротеолитическое, антифибринолитическое и гемостатическое действие. Инактивирует важнейшие протеазы (трипсин, химотрипсин, кининогеназы, калликреин, в том числе активирующие фибринолиз). Тормозит как суммарную протеолитическую активность, так и активность отдельных протеолитических ферментов.
Наличие антипротеазной активности определяет эффективность апротинина при поражениях поджелудочной железы и др. состояниях, сопровождающихся высоким содержанием калликреина и др. протеаз в плазме и тканях.
Снижает фибринолитическую активность крови, тормозит фибринолиз и оказывает гемостатическое действие при коагулопатиях.
Блокада калликреин-кининовой системы позволяет использовать его для профилактики и лечения различных форм шока.
Инактивирует важнейшие протеиназы плазмы крови и тканей, участвующие в формировании абстинентного синдрома при опийной наркомании. Повышенное образование кининов (брадикинина в плазме крови и калликреина в тканях), высвобождение эластазы лейкоцитов, протеиназ нейтрофилов, противовоспалительных цитокинов, вызывающих нарушения микроциркуляции, вазодилатацию, повышение проницаемости сосудов является важным патофизиологическим механизмом, сопровождающим возникновение болевого синдрома при опийном абстинентном синдроме. Механизм действия апротинина при опийном абстинентном синдроме связан, в наибольшей степени, с воздействием на систему катаболизма пептидных молекул, что приводит к купированию или ослаблению вегетативных и алгических (болевых) проявлений опиатного абстинентного синдрома.[3]

## Фармакокинетика
После внутривенного введения быстро распределяется во внеклеточном пространстве, кратковременно накапливается в печени.
Инактивируется в ЖКТ, часть разрушается в печени. T1/2 — 150 мин, терминальный — 7-10 часов. Выводится почками — 5-6 часов в виде неактивных продуктов распада.

## Лекарственные формы
- раствор для инфузий 10 тыс. КИЕ/мл («Трасилол» 500000");
- раствор для инфузий 10 тыс. КИЕ/мл («Контривен», ЧАО Биофарма);
- концентрат для приготовления раствора для внутривенного введения 10 тыс. КИЕ/мл («Гордокс»);
- концентрат для приготовления раствора для инфузий 10 тыс. КИЕ/мл («Ингипрол»);
- лиофилизат для приготовления раствора для внутривенного введения 30 тыс. АТрЕ («Веро-Наркап»);
- лиофилизат для приготовления раствора для внутривенного и внутриполостного введения 10 тыс. АТрЕ («Контрикал»);
- лиофилизат для приготовления раствора для инфузий 10 тыс. АТрЕ, 100 тыс. АТрЕ («Апротекс»);
- лиофилизат для приготовления раствора для инфузий 15 ЕД («Ингитрил»).[2]

Сравнение, проведенное объективными методами (определение количества апротинина на ВЖХ и активности трипсина), показывает, что 1 амп. 15 ЕД ингитрила равна 1 амп. 10000 АТрЕ контрикала.